# Лесной энецкий язык
Лесно́й э́нецкий язы́к (пэ-бай) — язык лесных энцев, один из энецких языков самодийской ветви уральской языковой семьи. Распространён в городе Дудинка и посёлке Потапово Таймырского Долгано-Ненецкого района Красноярского края.

## Использование языка
Лесной энецкий язык очень ограничено используется в семейно-бытовом общении. В основном языком владеют люди старше 50 лет. Передача детям отсутствует. На языке издаётся учебно-методическая литература. Изучается в дошкольных учреждениях, в начальной и средней школах преподаётся факультативно. В газете «Таймыр» и телеграм-канале «Наш Таймыр» издаются статьи З. Н. Болиной на этом языке.

## Письменность
Алфавит для записи лесного энецкого языка был разработан на рубеже 1980—1990-х годов (первый проект был выпущен Н. М. Терещенко в 1986 году). Алфавит официально не принят, но на нём выпущено несколько книг (в том числе русско-энецкий словарь для школьников и букварь). В 2018 году началась реализация проекта Проектного офиса развития Арктики (ПОРА) и Сибирского федерального университета по разработке официальной лесной энецкой письменности.
Алфавит энецко-русского и русского-энецкого словаря на основе кириллицы выглядит так:11:
| А а | Б б | В в | Г г | Д д | Е е | Ё ё | Ԑ ԑ | Ж ж | З з |
| И и | Й й | К к | Л л | М м | Н н | Ӈ ӈ | О о | П п | Р р |
| С с | Ҫ ҫ | Т т | У у | Ф ф | Х х | Ц ц | Ч ч | Ш ш | Щ щ |
| ъ   | Ы ы | ь   | Э э | Ю ю | Я я | ʼ   |     |     |     |

В букваре лесного энецкого языка новейшего издания (2017 год) буква Ҫ ҫ отсутствует.
В газете «Таймыр», публикующей материалы на лесном энецком языке, используются, дополнительно к буквам русского алфавита, буквы Ӈ ӈ Э̇ э̇ ʼ ʼʼ. В ряде других изданий используется алфавит с дополнительными буквами Ԑ ԑ, Ӈ ӈ, ʼʼ.
В 2019 году лесная энецкая письменность была реформирована и в апреле 2020 года вышел лесной энецкий букварь на новом варианте алфавита. Алфавит содержит следующие буквы:
| А а | Б б | В в | Г г | Д д | Е е | Ԑ ԑ | Ё ё | Ж ж | З з |
| И и | Й й | К к | Л л | М м | Н н | Ӊ ӊ | О о | О̂ о̂ | П п |
| Р р | С с | Т т | У у | Ф ф | Х х | Ц ц | Ч ч | Ш ш | Щ щ |
| ъ   | Ы ы | ь   | Э э | Ю ю | Я я | ʼʼ  |     |     |     |

## Типологические характеристики

### Синтетизм
Лесной энецкий язык является синтетическим языком:
| (1) | mudnáʔ                               | da-xan-ináʔ            | ibleigu | sama-ku  | d ́iri    |
|     | 1PL                                  | land-LOC.SG-PX.GEN.1PL | small   | bird-DIM | live-3SG |
|     | В наших землях живёт маленькая птица |                        |         |          |          |

### Агглютинативность
Лесной энецкий язык имеет агглютинативный строй со склонностями к фузионному строю в именной морфологии. 
Грамматические значения в нём выражаются при помощи аффиксации, новые грамматические формы и производные слова образуются путём присоединения к корню аффиксов, имеющих собственные грамматические значения.
| (2) | mudnáʔ                               | da-xan-ináʔ            | ibleigu | sama-ku  | d ́iri    |
|     | 1PL                                  | land-LOC.SG-PX.GEN.1PL | small   | bird-DIM | live-3SG |
|     | В наших землях живёт маленькая птица |                        |         |          |          |

Приставки отсутствуют, наличествуют только суффиксы. Категория лица у существительного и глагола выражается суффиксами (разными для существительного и для глагола) во всех трёх числах и во всех трёх лицах. В лесном энецком вершина именной группы всегда ставится в конце. Все зависимые, кроме обозначителя количества čukči «все», предшествуют вершине.

### Локус маркирования
В посессивной именной группе маркирование зависимостное. Лексические посессоры маркируются генитивом, тогда как обладаемое обычно не маркируется
| (3) | mud ́                   | kasa-ń               | ńe    |
|     | 1SG                    | companion-PX.GEN.1SG | child |
|     | Ребёнок моего спутника |                      |       |

| (4) | čiki             | Lonka       | poga ́ |
|     | this             | Leonid[GEN] | net   |
|     | Это сеть Леонида |             |       |

| (5) | še-xo                      | so    | moga-xan      | soo          |
|     | who-INDEF[GEN]             | voice | forest-LOC.SG | be.heard.3SG |
|     | Чей-то голос слышен в лесу |       |               |              |

Иногда встречается двойное маркирование, но данное явление ещё не до конца изучено.
| (6) | čiki                          | so          | Lonka      | poga- ́đa | še-sai |
|     | this                          | Leonid[GEN] | net-PX.3SG | hole-COM |        |
|     | У этой сети Леонида есть дыра |             |            |          |        |

В предикации — вершинное или двойное маркирование:
Показатели лица и числа подлежащего присоединяются к глаголу, но не к подлежащему:
| (7) | ŋulu                                  | biširi ́đ | enči   | käđir | te            | noʔo      |
|     | one                                   | stupid   | person | wild  | reindeer[ACC] | catch.3SG |
|     | Глупый человек поймал северного оленя |          |        |       |               |           |

| (8) | tonin                                            | enči-giđ      | ŋob | soiđa | nä    | noń     |
|     | there.LOC                                        | person-ABL.PL | one | good  | woman | 1SG.LAT |
|     | И там, одна женщина из толпы дала мне свой билет |               |     |       |       |         |

Возможно также двойное маркирование, так как наличие/отсутствие объектного согласования напрямую коррелирует с наличием/отсутствием показателя посессивности:
| (9) | rosa                  | baza | tɛne        |
|     | русский               | язык | знать.3SG.S |
|     | Он знает русский язык |      |             |

| (10) | ker-ta              | baza-da         | tɛne-za        |
|      | сам-OBL.SG.3SG      | язык-OBL.SG.3SG | знать-3SG.SOsg |
|      | Она знает свой язык |                 |                |

### Тип ролевой кодировки
Лесной энецкий язык относится к языкам аккузативного строя. Подлежащее-агенс при переходном и непереходном глаголе и подлежащее-пациенс кодируются одним образом, а дополнение — другим.
| (11) | sensi                                                                      | po                             | dagu-xa ́đ-da | mensi                    | dagu-ma-š |
| some | year                                                                       | not.existNLZ-ABL.SG-PX.GEN.3SG | old.woman    | not.existNLZ-RES-3SG.PST |           |
|      | Когда прошло несколько лет после его смерти, умерла также и старая женщина |                                |              |                          |           |

| (12) | dʲɔri.guru-ʃ                                         | daʒe         | dʲɔxara-ʔ | nʲi-mʔ | talk(IPFV).INSIST-CVB |
| even | not_know(IPFV)-CONN                                  | NEG-3PL.CONT |           |        |                       |
|      | Они даже не могут говорить (на их собственном языке) |              |           |        |                       |

| (13) | ŋulu                                        | bi-čiđa | enči | käđir te | noʔo | ЛЭ | one | mind-CAR.PTCP | person | [wild reindeer][ACC] | catch.3SG |
|      | ‘One stupid person caught a wild reindeer.’ |         |      |          |      |    |     |               |        |                      |           |

Оформление прямого дополнения —1-го или 2-го лица — существенно отличается от оформления любого другого прямого объекта. Личное местоимение 1-го или 2-го лица стоит в винительном падеже, при этом глагольное согласование с дополнением невозможно.
| (14) | teza-xaa                    | ʃiznaʔ | dʲurta-ʔ     |
|      | сейчас-TOP                  | мы.ACC | забыть-3PL.S |
|      | Но сейчас-то они нас забыли |        |              |

Прямое дополнение 3-го лица может быть выражено как на глаголе, объектным согласованием, так и собственно именной группой в именительном или в косвенном падеже.
| (15) | nu,                         | ɔtuz  | nɔɔn | ɔɔ-da-za,         | sira | nɔɔn | ɔɔ-da-za          |
|      | ну,                         | осень | на   | есть-FUT-3SG.SOsg | снег | на   | есть-FUT-3SG.SOsg |
|      | Но сейчас-то они нас забыли |       |      |                   |      |      |                   |

| (16) | biʔ                    | ʃee-xuru | ɛɛ-xo-da | nʲi                    | mis       |
|      | ну,                    | вода.NOM | кто-EVEN | мать-DAT.SG-OBL.SG.3SG | дать-CONN |
|      | Никто не дал маме воды |          |          |                        |           |

| (17) | ɔdiz           | ooŋa-ʔ     |
|      | зелень.OBL     | есть-3PL.S |
|      | Они едят траву |            |

Возможно также двойное маркирование прямого дополнения, то есть возможно сочетание именной группы — объекта в именительном (5) или косвенном падеже (6) — с объектным согласованием на глаголе:
| (18) | iŋi-ziʔ                         | ko-ʔ       | ɔdiʔ       |
|      | конечно-3DU.SOsg                | найти-CONN | зелень.NOM |
|      | Конечно, они нашли это растение |            |            |

| (19) | poga-d                | tɛtti-r           |
|      | сеть-OBL.SG.2SG       | измерить-2SG.SOsg |
|      | Ты померил свою сетку |                   |

У существительных с показателями принадлежности основным определителем, определяющим выбор именительного или косвенного падежа прямого объекта, являются число существительного и лицо обладающего. Так, обладаемые прямые объекты единственного числа оформляются именительным падежом, если их обладатель 1-го лица и косвенным падежом, если их обладатель — 2-го или 3-го лица.
| (20) | kunʲ                   | poga-jʔ         | bɛrta-da-u           |
|      | как                    | сеть-NOM.SG.1SG | бросить-FUT-1SG.SOsg |
|      | Как я брошу свою сеть? |                 |                      |

| (21) | bu                         | poga-da         | tʃi-ʔ        | nʲe-zauʔ          |
|      | он(а)                      | сеть-OBL.SG.3SG | ставить-CONN | NEG-3SG.SOsg.CONT |
|      | Он ведь поставил свою сеть |                 |              |                   |

## Лингвистическая характеристика
Лесной энецкий язык относится к агглютинативному типу. Морфологическая система существительного содержит в себе три числа, посессивное маркирование, категорию дестинативности, предикативы. В языке около 6 ядерных и локативных падежей. Глаголы имеют широкую систему косвенных наклонений.
Представлено семь гласных звуков: [i], [e], [ɛ], [a], [ɔ], [o], [u]. Различаются открытые и закрытые гласные как переднего, так и заднего ряда (то — «крыло», то̂ — «озеро).
Согласных фонем в языке 21: [p], [b], [m], [v], [t], [d], [n], [r], [s/ɵ], [z/ð], [ʃ], [tʃ/tʲ], [ɟ/dʲ], [ɲ/nʲ], [ʎ/lʲ], [j], [k], [g], [ŋ], [x], [ʔ]. Звук [v] присутствует лишь в заимствованиях (варӈи — «ворона»).
На конце слова встречается гортанный смычный звук (мя'' — «чум»), иногда используется как окончание множественного числа (тэ — «олень», тэ'' — «олени»).
В энецких языках ввиду выпадения согласных возникли закон открытого слога и многочисленные сочетания гласных, однако в лесном энецком произошла дальнейшая редукция гласных, что привело к сокращению вокалических последовательностей.
Основными источниками заимствований являются русский и тундровый ненецкий языки.

### Фонетика и фонология

#### Гласные
|                | передний ряд | средний ряд | задний ряд |
| верхний подъём | i            | ɨ           | u          |
| средний подъём | e, ɛ         | ə           | o, ɔ       |
| нижний подъём  |              | ɑ           | ɑ          |

#### Согласные
|                    |               | губные | губные | зубные | зубные | палатальные | палатальные | велярные | глоттальные |
| непал.             | пал.          | непал. | пал.   | непал. | пал.   |             |             | велярные | глоттальные |
| носовые            | носовые       | m      | mʲ     | n      | nʲ     |             |             | ŋ        |             |
| взрывные/аффрикаты | глухие        | p      | pʲ     | t      | tʲ     | t͡ʃ          | t͡ʃʲ         | k        | ʔ           |
| взрывные/аффрикаты | звонкие       | b      | bʲ     | d      | dʲ     |             |             | g        |             |
| фрикативные        | простые       |        |        | ð      |        |             |             | x        | h           |
| фрикативные        | свистящие     |        |        | s      | sʲ     | ʃ           | ʃʲ          |          |             |
| дрожащие           | дрожащие      |        |        | r      | rʲ     |             |             |          |             |
| аппроксиманты      | аппроксиманты | w      |        | l      | lʲ     | j           | j           |          |             |

#### Ударение
В лесном энецком языке ударные гласные произносятся дольше по сравнению с безударными. Ударение, как правило, не влияет на смысл слова. Обычно оно падает на первый слог, иногда сопровождается вторичным ударением на третьем и пятом слоге.
В результате выпадения согласных в энецких языках возникли закон открытого слога и многочисленные сочетания гласных, однако в лесном произошла дальнейшая редукция гласных, что привело к сокращению вокалических последовательностей.

### Морфология

#### Референциальная функция показателя принадлежности
Кроме функции показателя принадлежности PX.2SG также может использоваться в референциальной функции. Это употребление вторично и сильно ограничено, поскольку используется для поддержания актуальности в повествованиях. Так, если у существительного «олень» появляется притяжательный суффикс 2 л. ед. ч. (тэ-р «твой олень»), то это может быть и олень, который принадлежит собеседнику, или просто олень, о котором идёт речь. 
| (23) | čiki                                                 | nääčiku-r              | ań  | pađirʔ  | neđi-ku-đa               | tonä-bi        |
|      | this                                                 | woman.youngster-PX.2SG | FOC | spotted | reindeer.calf-DIM-PX.3SG | exist-PERF.3SG |
|      | У этой девочки был маленький пятнистый детёныш оленя |                        |     |         |                          |                |

### Двойственное число
В лесном энецком языке есть двойственное число (наравне с единственным и множественным)
| (24) | oka                  | aga | koli-ʔ     |
|      | many                 | big | peat_bogPL |
|      | ‘many big peat bogs’ |     |            |

#### Непосессивные существительные
В лесном энецком языке отсутствует отдельный показатель косвенного падежа для непосессивных существительных. Иначе говоря, во всех естественных примерах с прямым объектом существительным нечередующегося словоизменительного класса, как bɔgulʲa «медведь», именительный и косвенный падежи не различаются.
| (25) | bɔgulʲa                | to-bi           | ŋobkutun |
|      | медведь                | прийтиPRF.3SG.S | однажды  |
|      | Однажды пришел медведь |                 |          |

| (26) | entʃeʔ                 | bɔgulʲa | piiʔɛ-za         |
|      | человек                | медведь | бояться-3SG.SOsg |
|      | Человек боится медведя |         |                  |

### Синтаксис
Основным порядком слов лесного энецкого языка является порядок SOV (подлежащее — дополнение — сказуемое). Глагол следует за прямым дополнением с факультативной именной группой подлежащего в начале предложения. Подчинённые предикации в основном выражаются нефинитными формами; сложные предложения редки. Вспомогательный глагол отрицания находится прямо перед основным глаголом.
| (22) | ŋulu                                              | biširi ́đ | enči   | käđir | te            | noʔo      |
|      | one                                               | stupid   | person | wild  | reindeer[ACC] | catch.3SG |
|      | Один глупый человек поймал дикого северного оленя |          |        |       |               |           |

## Список сокращений
| 1, 2, 3 | первое, второе, третье лицо                                       |
| SG      | единственное число                                                |
| PL      | множественное число                                               |
| TOP     | топик                                                             |
| ABL     | аблатив                                                           |
| ACC     | винительный падеж                                                 |
| DIM     | диминутив                                                         |
| DU      | двойственное число                                                |
| EVEN    | эмфатический показатель "даже"                                    |
| FUT     | будущее время                                                     |
| LOC     | локатив                                                           |
| NEG     | отрицательный глагол                                              |
| OBL     | косвенный падеж                                                   |
| PEJ     | пейоратив                                                         |
| PERF    | перфект                                                           |
| PST     | претериальная видо-временная серия                                |
| S       | субъектная лично-числовая серия                                   |
| SOdu    | субъектно-объектная согласовательная серия для объекта дв. числа  |
| SOnsg   | субъектно-объектная согласовательная серия для объекта неед.числа |
| SOsg    | субъектно-объектная согласовательная серия для объекта ед. числа  |

## Пример текста
Ниже представлено стихотворение «Песня о Прилуках» В. Н. Пальчина с подстрочным переводом на русский язык: 
| Лесной энецкий язык: | Русский язык: |
| Бака дез тощную — дяй” мо̂ди ага, Бака дез тэйную — дяй” мо̂гасай. Сэйхун уу” нер модыт чики мо̂ди дяй”, чукчи мо̂ди дяй”, чукчи мо̂ди дяй”. Тосын тэза” дири”, энчуу” сойзаан дири”, тосын тэза” дюба, ӈаза каясай. Энчуу” сойзаан кинуо” мо̂ди дяханынь”, кадяда” кадяшь кани” Детчуу дёха ны” | Вниз до Прилук — моя широкая земля, вниз до Прилук — моя земля, поросшая лесом. Не увидишь глазом эту мою землю, всю мою землю, всю мою землю. Там хорошо живут, люди хорошо живут, там сейчас тепло, на небе солнце. Люди хорошо поют на моей земле, охотники пошли на охоту вдоль по Енисею. |